# 二年式機槍

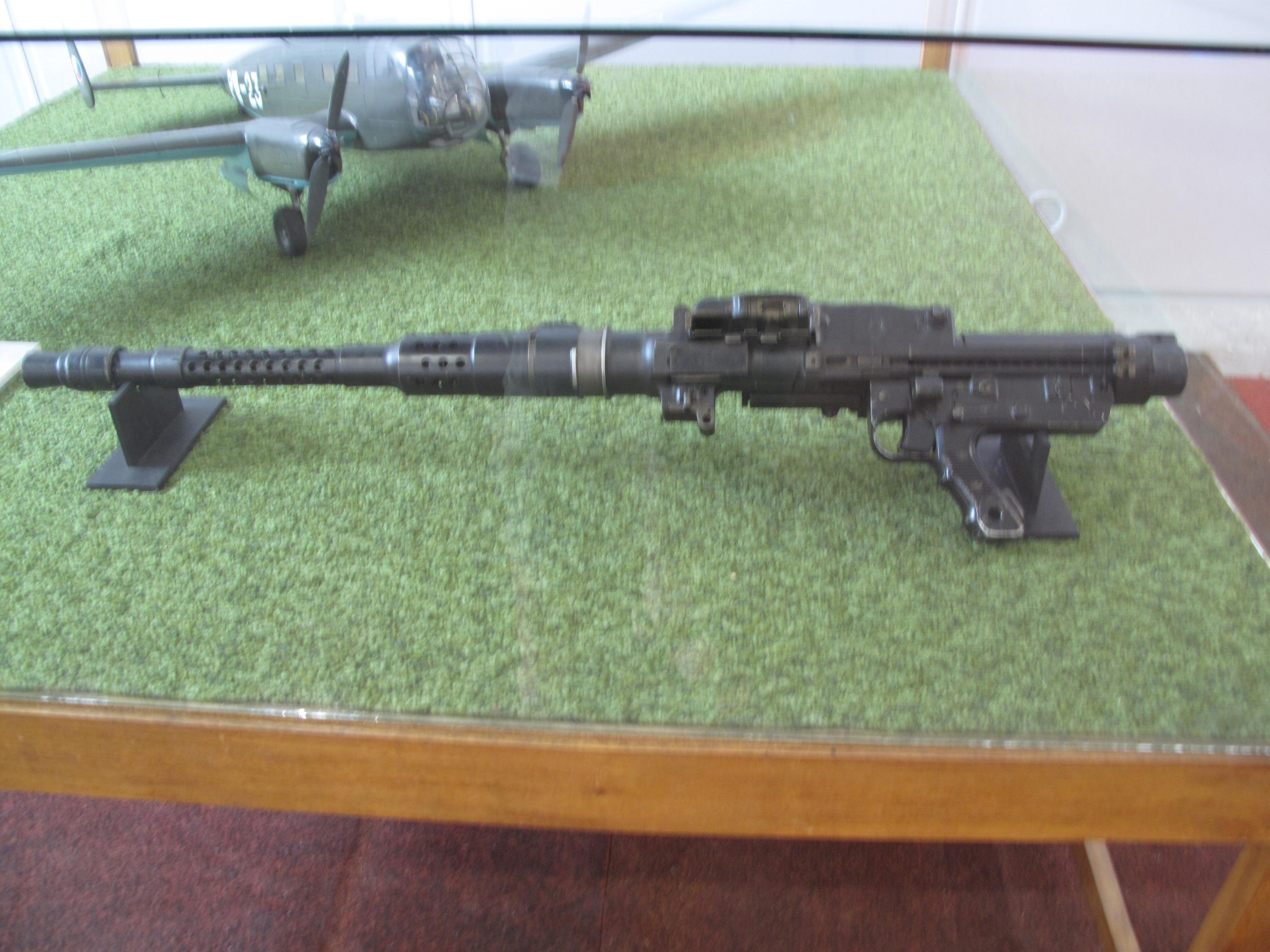
二年式機槍是日本生產的德國MG 131重機槍

二年式機槍在二次世界大戰是日本海軍的轟炸機專用防衛機槍，根據由納粹德國訂購MG 131重機槍，接受自行生產權，發射德式13×64毫米子彈，但是有個別不同之處。原本將二年式機槍用於戰鬥機，可是電動進彈結構由於日本工業水準不足無法安裝戰鬥機，只有用於轟炸機作為自衛火力用途。

## 基本規格
- 總重：17kg
- 全長：1.17 m
- 槍管長度：1,140 mm
- 口徑：13 mm (0.51 in)
- 子彈：13×64毫米德式重機槍子彈
- 供彈方式：彈鏈給彈

## 使用機種
- 連山轟炸機
- 流星艦上攻擊機
- 銀河轟炸機
- 一式陸攻二四型
- 天山艦上攻擊機一二甲型
- 瑞雲水上偵察機

## 外部連結
http://www.dragonsoffire.com/Aircraft-Weapons-Navy.php（页面存档备份，存于）